# Třída Shardul
Třída Shardul je třída tankových výsadkových lodí indického námořnictva. Vylepšená verze třída Magar. Celkem byly postaveny tři jednotky této třídy. Ve službě jsou od roku 2007.

## Stavba
Tři jednotky této třídy postavila indická loděnice Garden Reach Shipbuilders & Engineers v Kalkatě.
Jednotky třídy Shardul:
| Jméno             | Spuštění | Vstup do služby | Status  |
| ----------------- | -------- | --------------- | ------- |
| INS Kesari (L15)  | 2005     | 5. dubna 2008   | aktivní |
| INS Shardul (L16) | 2004     | 4. ledna 2007   | aktivní |
| INS Airavat (L24) | 2006     | 19. května 2009 | aktivní |

## Konstrukce

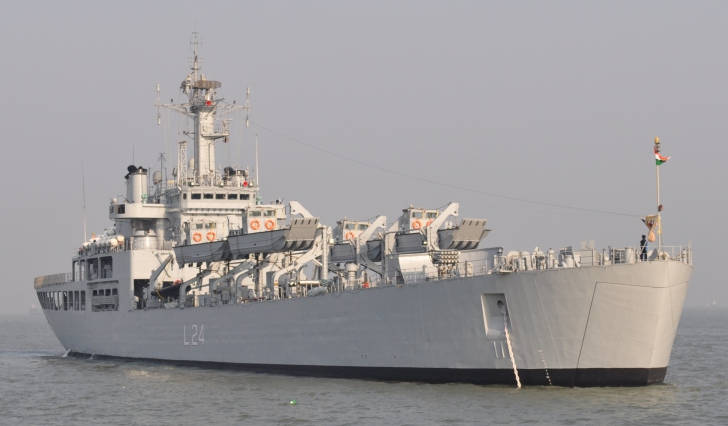
INS Airavat

Plavidla pojmou náklad až 750 tun. Může se jednat o 15 tanků a 500 vojáků. Palubu opouštějí pomocí příďové rampy, nebo čtyř pěchotních vyloďovacích člunů LCVP. Vyzbrojena jsou dvěma 30mm kanóny CRN-91 a dvěma osmnáctihlavňovými bateriemi 140mm neřízených protizemních střel WM-18. Na zádi se nachází přistávací plocha pro vrtulník. Pohonný systém tvoří dva diesely SEMT-Pielstick 12PA6 V280STC o výkonu 8560 hp pohánějící dva lodní šrouby. Nejvyšší rychlost dosahuje 15 uzlů. Dosah je 3000 námořních mil při rychlosti 14 uzlů.